# ナニュエット・モール
ショップ・アット・ナニュエット（英語: The Shop at Nanuet）は、サイモン・プロパティ・グループが運営するニューヨーク州ロックランド郡にあるショッピング・モールである。2013年初頭まではナニュエット・モール（英語: Nanuet Mall）と呼ばれていた。

## 歴史
1969年にオープン。名称は「ナニュエット・モール」。I字型のモールで、アンカーは、Bamberger'sとシアーズだった。後にバンバーガーズは、メイシーズに統合されメイシーズとなった。
1994年には、増築が行われT字型のモールに成長した。新たなアンカーはエイブラハム&ストラウス。これは後にスターンズになり、最終的には、ボスコフスになった。
1980年代から1990年代は、ナニュエット・モールの全盛期で、ロックランド郡唯一のモールとして発展した。交通の要としてニューヨーク市行きのバスや郡内を走るコミュニティ・バス、TORのハブとなっていた。モール周辺は開発が進み、59号線を挟んだ場所に、大きなショッピング・ゾーンやレストランが乱立した。映画館も増え、モール近辺にいくつかのシネマ・コンプレックスがオープンした。
1998年に、隣の町ナイアックに、巨大なパリセード・センターが建設され、急速に衰退した。巨大モールのオープンに伴い、ナニュエット・モールと周辺のショッピング・ゾーンは衰退を続けている。
2008年に、ボスコフズが、閉店。
2008年、サイモンは、ナニュエット・モールを閉鎖することを発表。今後は、メイシーズとシアーズだけを残し建物を解体し、新しいスタイルのショッピング・センターを設立する計画をする。
2013年初頭、モールはアンカー部分を残し解体され更地になった。
2013年10月、新しいコンセプトのショッピングセンターがオープン。現在は、名称を「The Shops at Nanuet, a Simon Mall」としている。モールはオープン・エリア中心となっており、近隣のショッピング・モールとは異なった雰囲気。映画館REGAL CINEMASがあり、新たな集客を目指している。

## 強盗事件
1981年に、ブリンクス・ガード社の現金輸送車が襲われ、 160万ドルが強奪される事件が起き警察官とブリンクス社の警護担当の2名が殺された。この事件は「ブリンクス強盗 (en)」としてアメリカでは有名である。